# Виньё (Изер)
Виньё (фр. Vignieu) — коммуна во Франции, находится в регионе Рона — Альпы. Департамент коммуны — Изер. Входит в состав кантона Тур-дю-Пен. Округ коммуны — Ла-Тур-дю-Пен.
Код INSEE коммуны — 38546. Население коммуны на 1999 год составляло 706 человек. Населённый пункт находится на высоте от 220  до 444  метров над уровнем моря. Муниципалитет расположен на расстоянии около 430 км юго-восточнее Парижа, 50 км восточнее Лиона, 55 км северо-западнее Гренобля. Мэр коммуны — M. Patrick Ferraris, мандат действует на протяжении 2001—2008 гг.
Динамика населения (INSEE):